# Hendrick Avercamp
Hendrick Avercamp (Amsterdam, januari 1585 - Kampen, mei 1634) was een Nederlandse schilder die vooral winterse schaatstaferelen schilderde.

## Levensbeschrijving
Avercamp werd geboren in Amsterdam maar verhuisde op eenjarige leeftijd met zijn ouders naar Kampen. Zijn vader was apotheker. Van moederskant was hij een kleinzoon van de geleerde Petrus Meerhoutanus. Avercamp was doofstom. Hij kreeg de bijnaam de Stomme van Kampen. Zijn moeder gaf hem les in schrijven, maar tekenen lag hem beter. Hiermee uitte hij zijn gevoelens.
Toen hij 12 jaar was, begon Avercamp met lessen in de tekenkunst bij een arme tekenaar. Deze overleed tijdens een pestplaag, net als zijn vader (1602) en zijn broer. Op zijn 18e ging Avercamp naar een oom van moederskant in Amsterdam. Daar ging hij in de leer bij onder anderen de Deense historieschilder en portrettist Pieter Isaacsz (1569-1625). In Amsterdam maakte Avercamp kennis met het werk van Vlaamse schilders onder wie Gillis van Coninxloo en Pieter Bruegel de Oude. Avercamp ging zich toeleggen op het schilderen van ijsgezichten. Vermoedelijk in 1607 ging Avercamp terug naar Kampen. Hier bleef hij werken tot zijn dood in 1634, op 49-jarige leeftijd.

## Werk

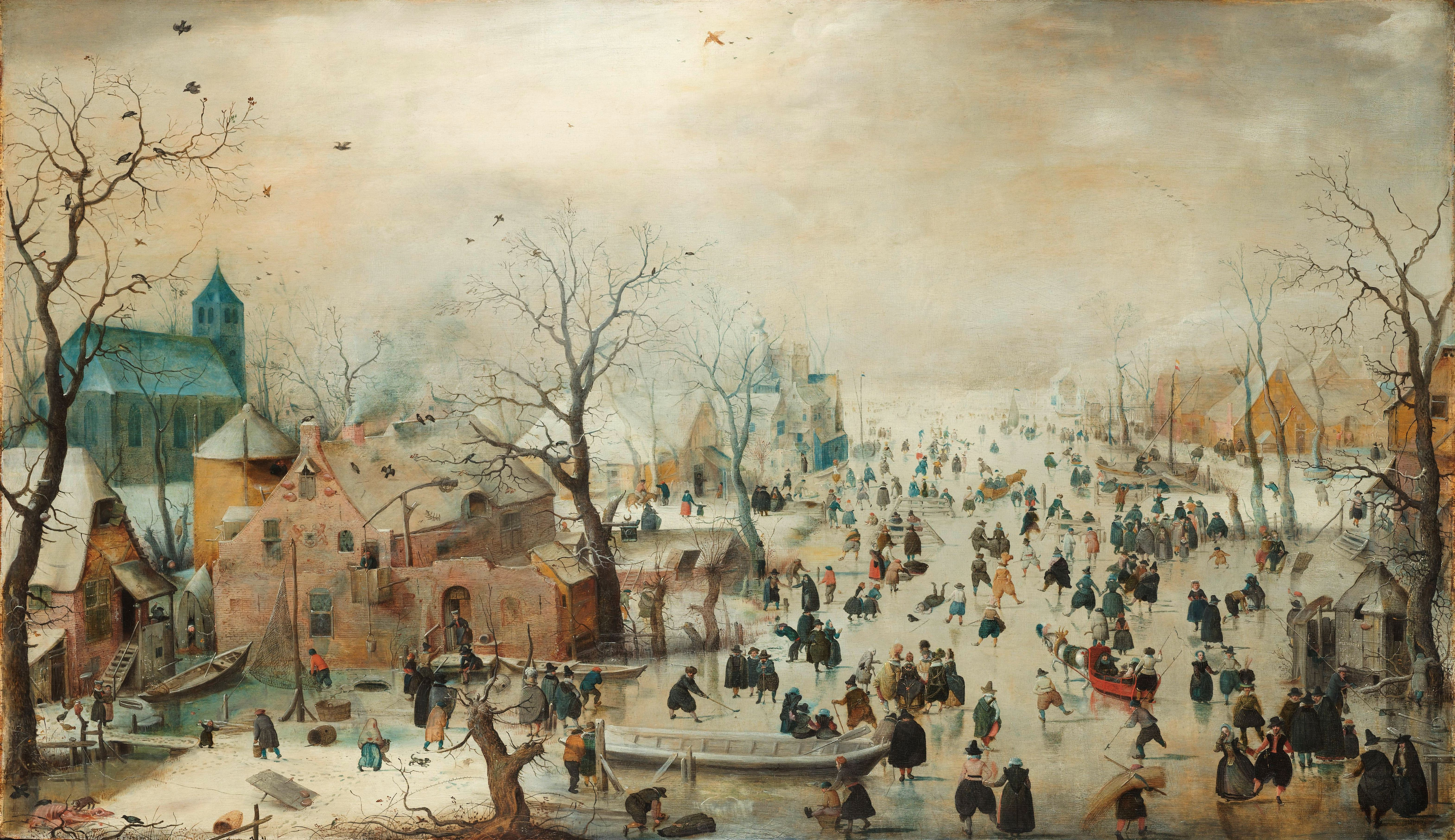
Winterlandschap met schaatsers, 1608
Rijksmuseum, Amsterdam

Waarschijnlijk schilderde Avercamp in zijn atelier aan de hand van schetsen die hij in de winter had gemaakt.
Avercamp is beroemd tot in het buitenland om zijn winterlandschappen. Hierop staan vaak veel mensen die bijvoorbeeld aan het schaatsen zijn. De voorliefde voor dit onderwerp ontstond tijdens de schaatstochten, die hij in zijn jeugd maakte. Het laatste kwart van de 16e eeuw, waarin Avercamp werd geboren, was dan ook een van de koudste periodes van de Kleine IJstijd.

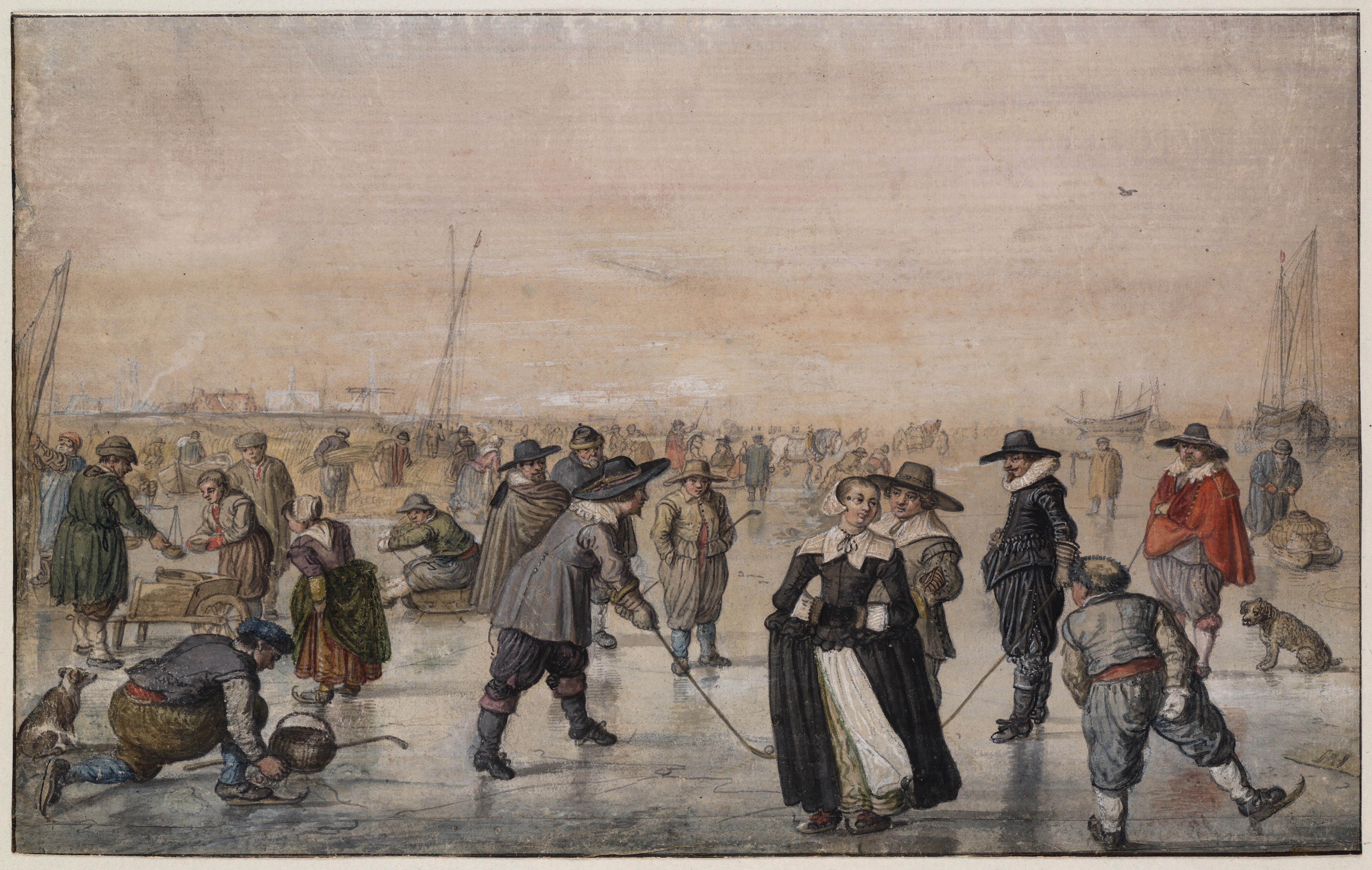
IJsvermaak

De Vlaamse schildertraditie komt vooral tot uitdrukking in Avercamps vroege werk. Dit sluit aan bij de landschappen van Pieter Bruegel de Oude. Avercamp schilderde landschappen met een hoge horizon en veel figuren die ergens mee bezig zijn. De schilderijen zijn vertellend geschilderd, met veel anekdotes. Zo zijn in het hier afgebeelde schilderij ondeugende details opgenomen, namelijk een vrijend paartje, blote achterwerken en een plassend mannetje.
Later in zijn leven werd de sfeertekening ook belangrijk in zijn werk. Tevens zakte de horizon geleidelijk naar beneden in het kader, waardoor steeds meer lucht te zien is.
Avercamp gebruikte in zijn schilderijen de schildertechniek van het atmosferisch perspectief. Er wordt diepte gesuggereerd door gebruik van donkere kleuren en vervagingen in de verte. Verder gebruikt hij vaak een repoussoir: voor in het schilderij worden voorwerpen geschilderd, bijvoorbeeld bomen of een boot. Met deze techniek wordt de indruk van diepte in het schilderij versterkt.
Avercamp heeft ook wel schilderijen gemaakt van vee en zeegezichten (deze schilderijen zijn door de achteruitgang van de kleur in waarde verminderd), maar zijn liefhebberij was toch wel het winterlandschap.
Avercamp schilderde ook Schilderijtjes op papier, die, als ze werden ingelijst, een goedkoop alternatief voor schilderijen van olieverf waren. Er werd daarvoor eerst een tekening opgezet met pen en inkt. Deze werd vervolgens bedekt met dekverf. De contouren van de tekening bleven daarbij bestaan. Ook met deze techniek kon Avercamp de bleke winterse kleuren en de nuances van het ijs weergeven.
Van Avercamp bestaan nog ongeveer honderd schilderijen, te zien in het Rijksmuseum in Amsterdam, het Mauritshuis in Den Haag, het Stedelijk Museum Zwolle, het Stedelijk Museum Kampen en in het buitenland. In het Rijksmuseum was van 20 november 2009 tot 15 februari 2010 een expositie van zijn werk onder de titel IJspret.

## Navolgers
Avercamps wintergezichten kregen navolgers, zoals Jan van Goyen, Aart van der Neer, Antonie Verstralen en Jan van de Cappelle. Ook zijn neef Barend Avercamp, die les heeft gehad van Hendrick Avercamp, schilderde winterlandschappen.